# Дремджи, Рустем Меметович
Рустем Меметович Дремджи (род. 3 июня 1991) — украинский и российский легкоатлет (метание копья). Мастер спорта Украины и России.

## Биография
Родился 3 июня 1991 года. Выпускник Таврического национального университета. Является мастером спорта Украины по лёгкой атлетике. Входил в состав сборной Украины по лёгкой атлетике. Победитель юношеского зимнего чемпионата Украины по метанию копья (2008 год). Участник квалификации чемпионата мира по лёгкой атлетике среди юниоров 2010 года в канадском Монктоне и чемпионата Европы по лёгкой атлетике среди молодёжи 2013 года в финском Тампере. В 2012 году стал чемпионом Украины в метании копья среди молодёжи.
В 2011 году Дремджи впервые принял участие в зимнем чемпионате Украины среди взрослых, где занял пятое место. Бронзовый призёр зимнего чемпионата Украины в 2012 и 2013 годах. Серебряный призёр чемпионата Украины в метании копья среди мужчин 2013 года (г. Ялта). Победитель Всеукраинской Универсиады 2013 года.
После аннексии Крыма Россией начал выступать под российским флагом. В 2015 году Федерация лёгкой атлетики Украины получила компенсацию от российской стороны за уход Дремджи и ряда других легкоатлетов. Выступая в российских соревнованиях имел следующие результаты: чемпионат России (2015 — 8 место, 2016 — 7 место), Кубок России (2015 — 4 место, 2016 — 5 место, 2017 — 11 место), мемориал братьев Знаменских (2015 — 5 место). В 2015 году был удостоен звания мастер спорта России.